# 路德会圆形教堂
路德会圆形教堂（Ronde Lutherse Kerk或Koepelkerk）是阿姆斯特丹的一个前路德会教堂，位于Singel，拥有一个醒目的铜制圆顶。 

## 历史
教堂的建筑师是 Adriaan Dortsman(1636-1682)，建成于1671年。1935年，路德会离开后，此建筑成为音乐厅。  
1975年，它与邻近的文艺复兴阿姆斯特丹酒店之间建造了一条隧道相通。教堂仍然属于路德会所有，由酒店租用作为活动或会议场地。1983年，教堂关闭了很长一段时间进行修复，1993年圆顶再次被烧，后来修复。
今天，好奇的游客可向酒店要求参观这座并不像公众开放的教堂，但是必须由一名保安陪同，通过隧道前往。教堂的底层已改为浴室，楼上改为会议室。但是大厅内的柱子、管风琴和讲道台仍然可以看到。